# Gertrud Porsche-Schinkeová
Gertrud(e) Porsche-Schinkeová, auch Gertrud(e) Porsche-Schinke, ist eine frühere für die Tschechoslowakei startende Rennrodlerin deutscher Nationalität.
Die Sudetendeutsche Gertrud Porsche ist entfernt mit der Familie Ferdinand Porsches verwandt. 1934 gewann sie hinter ihren Landsfrauen Hanni Fink und Adela Raimannová bei der Rennrodel-Europameisterschaft in Ilmenau die Bronzemedaille. Ein Jahr später wiederholte sie in Krynica-Zdrój hinter Fink und Liselotte Hopfer aus Deutschland den Gewinn der Bronzemedaille.